# 1859 aux échecs
| Années des échecs : 1856 - 1857 - 1858 - 1859 - 1860 - 1861 - 1862    |
| Décennies des échecs : 1820 - 1830 - 1840 - 1850 - 1860 - 1870 - 1880 |

Cet article présente les faits marquants de l'année 1859 aux échecs.

## Tournois

### Tournoi de St Petersbourg 1859 St Petersbourg
- Ilya Shumov - Dmitry Stern 1.5 - 0.5
- Viktor Pelikan - Dmitry Stern 1-0
- Ilya Shumov - Viktor Pelikan 1-0

1° Ilya Shumov 2° Viktor Pelikan 3° Dmitry Stern

### Tournoi du St Georges Club 1859 Londres

#### Finale
- John Thrupp - Thomas Worall 3-1[2]

### Tournoi du New York Chess Club 1859 New York

#### Finale
- Frederic Perrin - James Thompson 2-0[3]

### Tournoi de St-Louis 1859 St-Louis

#### Finale
- J.W. Skinner - Theodore Brown 4-2[4]

### Tournoi de la Nouvelle Orleans 1859 Nouvelle Orleans

#### Finale
- Charles Maurian - "Amicus" 1-0[5]

### 4th West Yorkshire Chess Association Meeting 1859 Manchester

#### Finale
- Edmund Thorold - James Kipping 2.5-1.5[6]

## Matchs formels
- Alexandre Petrov - Sergey Urusov 13.5-7.5 (+13 -7 =1) Varsovie Octobre 1859[7]

- Adolf Anderssen - Berthold Suhle  31-17 Breslau 1959[8]

- Adolf Anderssen - Carl Mayet 14-2 Berlin 1959[9]

## Matchs amicaux
- Ignatz Kolisch - Jules de Riviere 7-7 Paris 1859[10]
- Ignatsz Kolisch - Daniel Harrwitz 2.5-1.5  Paris Mai 1859[11]

## Classements historiques

### Classement Edochess
| Rang | Nom                     | Pays                 | Classement Edochess | Parties jouées | Né en |
| ---- | ----------------------- | -------------------- | ------------------- | -------------- | ----- |
| 1    | Paul Morphy             | États-Unis           | 2818                | 171            | 1837  |
| 2    | Adolf Anderssen         | Royaume de Prusse    | 2667                | 79             | 1818  |
| 3    | Louis Paulsen           | Principauté de Lippe | 2643                | 0              | 1833  |
| 4    | Daniel Harrwitz         | Royaume de Prusse    | 2639                | 89             | 1823  |
| 5    | Ignatsz Kolisch         | Empire d'Autriche    | 2638                | 26             | 1837  |
| 6    | Alexandre Petrov        | Empire russe         | 2630                | 21             | 1794  |
| 7    | Johann Löwenthal        | Hongrie              | 2620                | 3              | 1806  |
| 8    | Serafino Dubois         | États pontificaux    | 2586                | 0              | 1817  |
| 9    | Jules Arnous de Riviere | Empire français      | 2572                | 37             | 1830  |
| 10   | Berthold Suhle          | Royaume de Prusse    | 2561                | 48             | 1837  |

## Divers
- États-Unis : Retour triomphal de Paul Morphy. Les festivités durent un mois à New York. Ensuite, il rentre à La Nouvelle-Orléans où il arrête le jeu et sombre dans la folie.

## Naissances
- Wilhelm Cohn
- Fritz Riemann